# Bâtiment d'Andon Andonović à Niš
Le bâtiment d'Andon Andonović à Niš (en serbe cyrillique : Зграда Андона Андоновића у Нишу ; en serbe latin : Zgrada Andona Andonovića u Nišu) se trouve à Niš, dans la municipalité de Medijana et dans le district de Nišava, en Serbie. Il est inscrit sur la liste des monuments culturels protégés de la république de Serbie (identifiant no SK 750),,.

## Présentation
Le bâtiment, situé 41 rue Obrenovićeva, a été construit en 1930 selon un projet de l'architecte belgradois Milutin Borisavljević (1889-1970) dans le style du néo-classicisme français ; Borisavljević a notamment dessiné la maison de Pedrag Nikolić (monument culturel protégé) à Paraćin, la maison Flašar (monument culturel protégé) à Belgrade et la villa d'Aleksandar Pavlović (monument culturel protégé) à Zlatibor. Le bâtiment de Niš a été construit pour le marchand Andon Andonović, qui possédait une entreprise de confection de mode et de mercerie et qui importait des marchandises d'Italie, de France, d'Angleterre et de Grèce.
Le bâtiment, constitué d'un rez-de-chaussée et deux étages, est conçu sur le modèle d'un immeuble. Il est décoré d'un long balcon en fer forgé qui s'étend sur tout le premier étage et de six petits balcons le long du deuxième étage. L'ensemble du bâtiment est recouvert d'une décoration en relief sculptée dans la pierre artificielle ; la corniche et l'encadrement des fenêtres sont profilés, tandis que des pilastres surmontés de chapiteaux se déploient sur la totalité des deux étages. Dans la partie centrale de l'édifice se trouve la représentation en haut-relief d'un homme nu sur un piédestal, tenant dans une main un sac, signe de richesse, et dans l'autre un sceptre, signe de pouvoir, l'ensemble étant censé symboliser la richesse de la maison de commerce du propriétaire.
Le bâtiment fait partie du secteur de la rue Obrenovićeva, inscrit sur la liste des entités spatiales historico-culturelles protégées de la république de Serbie (identifiant no PKIC 31),.